# Centrale de Simhadri
La centrale de Simhadri est une centrale thermique alimentée au charbon située dans l'état de l'Andhra Pradesh en Inde.